# Minería en Honduras
La minería en Honduras se retrotrae al menos hasta los pueblos precolombinos, quienes ya extraían metales preciosos con el fin de aprovecharlos en sus vestimentas y objetos diversos. No obstante, no fue hasta la llegada de los conquistadores españoles que estos yacimientos mineros tuvieron un importante crecimiento tanto demográfico como económico, a mediados del siglo XVIII solo en la provincia, existían más o menos alrededor de 300 minas denunciadas y otras que se extinguían por la escasez del mineral.

## Historia
En 1538 Las primeras minas producían significantes cantidades de oro, los que eran trasportados fuera del territorio nacional; y en 1540 con el descubrimiento de oro y plata en el valle del Río Guayape, la ciudad de Gracias a Dios, hoy Gracias (Lempira), dejó de ser la capital de la provincia, para ser trasladada a Santa María de la Nueva Valladolid de Comayagua que estaba localizada más cercana a los centros mineros.
Las primeras localidades mineras fundadas, fueron: "Santa Lucía", "El Corpus", "Cuculmeca", "Apoteca", "Cedros", "Yuscarán", "Sensenti" y "San Miguel de Heredia de Tegucigalpa", fue en esta a la cual un minero dio su testimonio: "...habiendo en Tegucigalpa innumerables minerales pujantísimos, que cultivados pudieran enriquecer el Reino, y hacerlo la envidia de los extraños...".
En 1594, la localidad minera de Santa Lucía, cercana a la villa de Tegucigalpa, recibió del rey de España y a cambio del precioso mineral explotado, unas campanas, un cáliz, un tabernáculo y una cruz para la población.
Durante la administración española entre los siglos XVIII y XIX y siendo Gobernador Intendente de la Provincia de Honduras Coronel don Ramón de Anguiano, el 25 de marzo y 25 de mayo de 1799 expondría la solicitud de traer 1000 negros para la explotación de las minas hondureñas. El 25 de febrero de 1800, Anguiano expuso al monarca de Madrid el proyecto de creación de un Banco Nacional de San Carlos, cuyo fin sería el de facilitar créditos a los mineros y cosecheros de la provincia.
Ya organizada la República de Honduras, y en la presidencia del general Luis Bográn sale a la luz el Código de Minería de Honduras de 1886 de 1886 y más tarde, el 1 de enero de 1899, entró en rigor el nuevo Código de minería de Honduras de 1898, que regulaba la explotación de los yacimientos mineros del país. Entre 1876 y 1915 se otorgaron 276 concesiones e empresas inglesas, estadounidenses y algunas nacionales de propiedad de grandes millonarios hondureños, como Marco Aurelio Soto, Enrique Gutiérrez Lozano, Luis Bográn, Abelardo Zelaya, entre otros que aportaron capitales, que terminaron siendo absorbidos por empresarios estadounidenses que acapararon el rubro minero y formando el Central American Syndicate Company. La minería fue muy importante para Honduras en las dos últimas décadas del siglo XIX, donde se reflejó un promedio del 50% en exportaciones, de ese 50% la Compañía Rosario Mining acaparó el 90% de ganancias, es decir 45% de las exportaciones totales del país.
Las más importantes vetas mineras son las siguientes:

### Mina de San Juancito

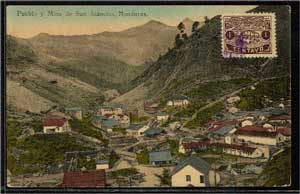
Postal alusiva que refleja como era la localidad Minera de San Juancito, Honduras. (1920)

En 1880 esta mina fue explotada por la Internacional Compañía estadounidense “Rosario Mining Company” la concesión de la explotación la obtuvo siendo presidente de la nación el Doctor Marco Aurelio Soto, quien además tenía acciones dentro de la compañía y uno de sus ministros Enrique Gutiérrez Lozano, además uno de sus empleados contables más famosos fue el presidente Julio Lozano Díaz, quien en 1938 publicaría “La Industria Minera protegida por el Estado de Honduras” todo esto debido a que el año anterior (1937) la empresa minera norteamericana llegara a un punto culminante de ganancias, mediante una superproducción de aproximada de 3,211296 onzas de oro registradas como plata por motivos impositivos. La Rosario Mining Company operó desde 1879 hasta 1955 en forma ininterrumpida, previamente en 1948 se había convertido en la Rosario Resources Corporation para explotar la mina de El Mochito.
En este lugar funcionó la primera embajada de los Estados Unidos de América, también se colocó la primera planta de hidroeléctrica que generaba buena parte de electricidad a la nación, debido a su potente motor.
La mina de San Juancito se encuentra a inmediaciones de la ciudad de Tegucigalpa y el parque nacional “La Tigra” a su paso se pueden apreciar las boca minas por donde era extraído el mineral que era trasladado hacia Tegucigalpa a lomo de mulas y luego a su exportación al extranjero. Uno de los famosos gerentes generales de esta compañía fue Joseph Weddle.
La "Rosario Mining Company" producía USD$ 60 millones de dólares de oro y plata entre 1882 y 1954, antes de dejar la mayor parte de sus operaciones, esto contribuyó a la disminución del PIB (Producto Interno Bruto) constantemente hasta la década de 1980 y dar cuenta de una pavorosa contribución al gobierno del 2% en el año 1992.

### Real Minas de la Villa de San Miguel de Heredia de Tegucigalpa
La ciudad de Tegucigalpa no fue fundada sino debido a la migración de mineros que hicieron sus casas debido a los yacimientos de “vetas de plata” que existían en la zona y que fue explotada aproximadamente a partir del siglo XVI. De allí que el nombre mexica de Tegucigalpa que significa “cerros de plata”. Por consiguiente, la Mina de San Miguel de Heredia fue fundada en 1578 por el español Juan José de la Cueva.

### Mina de San Andrés de la Nueva Zaragoza
Situada en un cerro de la jurisdicción del Municipio de La Unión (Copán), en el departamento de Copán, fue denunciada por el minero y presidente que fue de Honduras en 1862 el señor Victoriano Castellanos Cortés. Quien la explotaría primeramente con medios rudimentarios de amalgamación, hasta la adquisición de una máquina comprada en el Reino Unido en 1840.
Don Victoriano Castellanos Cortés explotaría la mina hasta su defunción en 1863 y después lo haría el Ingeniero en minas don Manuel Bueso Pineda, la veta fue vendida con todos sus derechos a la compañía estadounidense “New Idrya Honduras Mining Co.” y años después pasara a la empresa canadiense “Minerales de Copán” los que extraían los metales en bruto, los cuales eran transportados en camión hasta Panamá, para la separación del oro y seguidamente su purificación, esta compañía duró hasta la década de los noventa, cuando fue adquirida en todos sus derechos de explotación por la internacional canadiense “Greenstone Minera” siendo su sede en Ontario, Canadá y vicepresidente de operaciones el señor H. Brooke Mcdonall, esta empresa se encargaría de realizar un estudio geológico, usando un escaneo por satélite y radares colocados en helicópteros para rastrear la zona minera de la conocida “Falla de San Andrés” en el occidente de Honduras, de los resultados obtienen que el mineral se encuentra debajo del casco perimetral de la aldea de Las Minas de San Andrés y seguidamente sus abogados gestionan ante el gobierno hondureño la forma de sacar el mineral e interpretando la ley de Minería vigente, logran apoderarse del terreno de la aldea trasladándola completamente junto a sus habitantes (debidamente remunerados) a un nuevo poblado construido para tal efecto unos kilómetros más debajo de su posición actual; a continuación, la compañía minera procede a demoler todas las casas e iglesia colonial, para poder así sacar la broza donde se encuentra el mineral, está broza es lanzada a una máquina de molido y amalgamación, seguidamente triturado, el resultado es transportado por una banda mecánica hasta la falda de la montaña hacia una piscina de tratamiento donde es usado cianuro, para la separación del mineral de la broza, para ello se adquirió los derechos de tala de un bosque de pino. Este acto, fue repudiado por los habitantes de los demás poblados vecinos: Azacualpa, San Miguel, El Corpus que denunciaron ante las autoridades que la planta de tratamiento podría tener un vertido de cianuro al Río Higuito, del cual se aprovechan sus aguas para potabilizarlas, uno de los activistas pro indemnización a los habitantes es el Obispo de la Diócesis de Santa Rosa de Copán, Monseñor Luis Alfonso Santos Villeda y además que el área boscosa talada, fue demandada por Greenpeace, ya que el efecto causaría erosión en las montañas y zonas aledañas utilizadas para cultivo y ganadería. Aunque no se puede dudar de los beneficios que también esa zona obtuvo como: fuentes de trabajo para la compañía y el mantenimiento de las carreteras no pavimentadas desde el municipio de La Unión (Copán), hasta los demás aldeas y la zona privada de la mina. Pero, debido a la cantidad de demandas la compañía Greenstone, vendió los derechos a “Minerales de Occidente, S.A.” (MINOSA) propiedad de la sociedad Banco Atlántida S.A. que es la que actualmente explota el yacimiento.
La Mina de San Andrés es una mina a cielo abierto que fue explotada por las empresas YAMANA y Rodio-Swissboring, las cuales trabajaron en perforaciones de circulación inversa con profundidades de hasta 600 m en el año 2007.
En 2022 será la única mina a cielo abierto en Honduras, la misma es explotada por las empresas Multinacional Aura Minerals y la local Los Pinares (oxido de hierro).

### Mina La Sacramento
Fue una mina que durante los años 1949 hasta 2004 existió en las estribaciones de la cordillera montañosa conocida como “Valle de Cucuyagua” cercana a la Hacienda del señor Victoriano Castellanos Cortés y siendo capataz el belga Constantino Guirst, quienes la denunciaron y explotaron con los procedimientos rudimentarios de la época la cual era de arrastre y molida de la broza para separar el oro y plata con azogue, así se producía una plata amalgamada con cierta proporción de oro de muy buena pureza y calidad. Las bocaminas aún se encuentran a poca visibilidad, ya abandonados y curtidos entre la maleza.
Según informes que se tienen en el Archivo Nacional de Honduras el señor Castellanos, llegó a enviar 90 cargas mensuales de plata, para el cuño de Guatemala y sin contar la que los trabajadores hurtaban y la tonelada se calculaba su valor en 2000.00 Pesos.
La veta de “La Sacramento” tenía brotes de metal desde: La Labor, San Andrés de la Nueva Zaragoza y el Cerro de Magdalena.

### Mina de San Andrés, Erandique
San Andrés fue fundado en 1801 y se encuentra ubicado en el Municipio de Erandique, departamento de Lempira, de esta mina, se extraen en forma artesanal andesita, ópalos en su condición natural.

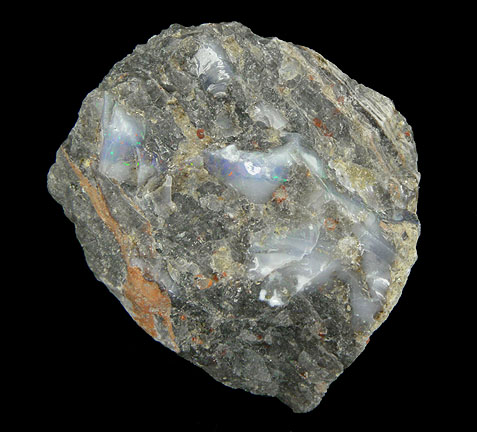
Mineral de Ópalo de la Mina de Erandique

### Mina de El Mochito
Ubicada en Las Vegas en el departamento de Santa Bárbara, cercana al Lago de Yojoa, En 1948 la empresa "Rosario Resources Corporation" obtuvo la concesión de explotación de esta mina a la que se instaló una planta que trabajaba las 24 horas del día motivo por el cual el lugar fue convirtiéndose en un pueblo de trabajadores paulatinamente; existe un informe que data la producción de broza en un promedio de 1500 toneladas diarias con plomo, plata y zinc, minerales exportados desde Puerto Cortés hasta sus destinos finales en Estados Unidos de Norte América, Japón, Inglaterra y Alemania.
En 1979 otro informe relata que existe alrededor de 100 kilómetros de galerías subterráneas con electricidad, línea férrea y estaciones y cañerías de agua potable; galerías que comprendían entre 1750 y 2475 pies de profundidad.
Actualmente la propiedad concesionaria la tiene la empresa estadounidense Breakwater Resources subsidiaría de Pacific Honduras S.A. de C.V., "El Mochito" es una mina subterránea y la más grande de Centroamérica en la extracción de los minerales: zinc, plomo, cadmio, plata y oro de menor calidad se deduce que esta veta, ésta geologicamente organizada desde la época del cretáceo.

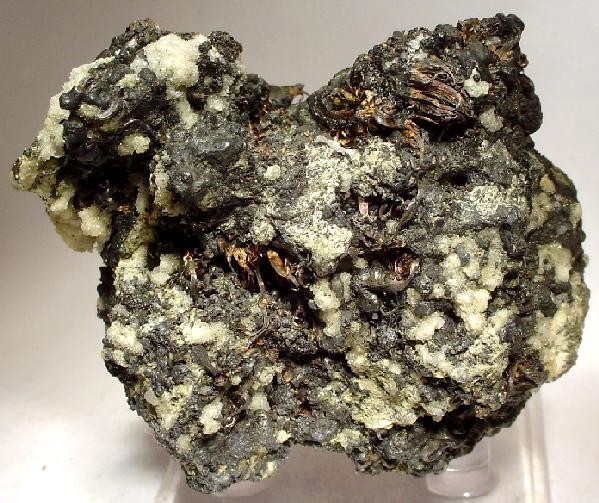
Mineral de Plata de la Mina el Mochito

La mina fue adquirida después por la empresa minera internacional NYRSTAR y su producción actual es de 75,000 toneladas mensuales, el nivel máximo de profundidad de la mina es de 3300 pies.

## Mina Yuscarán
fundadas entre 1730 a 1740, la Mina de “Quemazones”, la mina “Guayabillas” y la Mina “San José de Yuscarán” fueron las primeras explotadas en 1744 y otras que se deduce eran 32 en total estaban muy activas para 1762 según informes recibidos del Alcalde Mayor de la provincia de Tegucigalpa don Nicolás de Busto y Bustamante, además agrega que existen muchas más minas por explotar las cuales no se hacen por falta de dinero y mano de obra.
La Mina de Yuscarán, fue explotada por los hermanos Zucher de origen suizo y en el Valle de Yeguare la adinerada familia hondureña Fortín encabezada por la señora Petrona Fortín junto a sus hijos Alesio, Cornelio, Horacio y Daniel Fortín, compró terrenos y creó una compañía en comandita y adquirió las vetas que habían abandonado los franceses Leroux e Inquelemand, posteriormente se hizo de las minas de San Antonio de Oriente.
En el año de 1801 un Informe del Intendente de Comayagua, sobre la población de los centros mineros detalla que en Yuscarán existen viviendo: 17 familias españolas, 212 familias latinas y 72 solteros en la comunidad.
En 1825 el departamento de El Paraíso, formaba parte del partido de Tegucigalpa, y así Yuscarán fue nombrada cabecera departamental en 1869, la que fue suprimida en 1872 y restablecida en 1874. 
Para 1880 en Yuscarán funcionaban tres compañías mineras y cuatro años más tarde (1884) se constituyeron cuatro compañías más, el capital de las sociedades fue aportado por inversionistas nacionales incluyéndose al presidente Doctor Marco Aurelio Soto.

### Mina de Sensenti
Sensenti fue fundado en 1540 y actualmente se encuentra en la jurisdicción del departamento de Ocotepeque, en el siglo XIX fue al igual que el departamento de Copán parte del partido de Gracias a Dios, hoy Gracias del departamento de Lempira. El "yacimiento de Sensenti" fue descubierto en la zona montañosa la cual fue explotada y se fundó una Alcaldía Mayor debido al crecimiento poblacional que la misma acarreaba, está veta se extinguió en el año 1703 al agotarse los depósitos de minerales, quedando el poblado.Producía Oro, Plata y Zync.

### Minas de Oro
Éste yacimiento se encuentra en una región montañosa de los lugares denominados: Zona Central, Río Colorado, San Antonio, La Bruja, El Peñon, y Cerro Grande entre otros cercanos a la Central Hidroeléctrica Francisco Morazán o “El Cajón”. Esta mina es explotada por la compañía Mena Resources Inc antes compañía “Tombstone”, y sus nuevos socios-patrocinadores de la compañía irlandesa MinMet y la canadiense TeckCominco Limited, la cual extraen el oro desde 1998 año en que tienen su concesión, debido a que compró el 20 % de las acciones a su anterior concesionaria Glamis Gold; luego se realizaron estudios geológicos los cuales comprobaron que el material de Minas de oro es muy prometedor.
El Proyecto de Minas de Oro contiene 9,555 hectáreas incluyendo 5 hectáreas más con título de explotación la cual cubre la mayor parte de un depósito que se ha estimado en 1,4 millones de onzas de oro y 300 millones de libra de cobre. Para optar a ser dueño del proyecto E&D (MinMet) debió invertir US 100,000 de dólares en los siguientes doce meses a partir de la firma del acuerdo, US 250,000 de dólares en el segundo año, y un total de US 2 millones de dólares en un período de cinco años próximos.

### Mina Vueltas del Río
Situado en las montañas del departamento de Santa Bárbara, es explotada por la Compañía Geomaque Co. y subcontratista de las obras la compañía costarricense Sococo. La Concesión la realizó la Empresa canadiense "Defiance Mining Corporation" y el gobierno de Honduras.
En noviembre del 2001 la empresa tuvo que detener nuevamente sus operaciones en Vueltas del Río debido a problemas con la primera pila de lixiviación. En fecha 31 de diciembre de 2000, fueron reducidas en un 55%, de 5.1 millones de toneladas de roca (aproximadamente 410,000 onzas de oro) a 2.1 millones de toneladas de roca (aprox. 170,000 onzas de oro).

### Santa Cruz Minas
Localizado en el Municipio de Quimistan, departamento de Santa Bárbara. Ésta mina se encuentra entre los años 1880 y 1886 se establecieron en el lugar de Santa Cruz Minas mineros de rigen francés que estuvieron explotando el rubro, impulsado por socios franceses y hondureños. El minero era el geólogo Alexandre Bourdariat y otros que llegarían por el año 1880 y que se marcharan debido al término del contrato de explotación con el gobierno y por un brote de la enfermedad de la “malaria”.

### Mina de San Martín
En el 2001 está mina tuvo un año exitoso, ya que completo las operaciones produciendo cerca de 114,215 onzas de oro; lo que a un precio promedio de venta de US$ 272 por onza se traduce en un total exportado de 31.1 millones de dólares. Asumiendo que las proyecciones de onzas en reserva y el precio del oro se mantienen estables, esta empresa tiene todavía por extraer cerca de 265 millones de dólares en los próximos 9 años [al igual que cerca de 160 millones de galones de agua] y reportó los costos más bajos de operación a nivel corporativo (cerca de 120 U$ dólar por onza) ahora la compañía estudia realizar una nueva concesión en el lugar llamado “minutas” la que se encuentra a pocos kilómetros de la mina San Martín.

## Concesiones mineras dentro del territorio hondureño
El de concesiones aprobadas para la explotación minera con 217 y abarca un área de 131,515 hectáreas de territorio hondureño, según el Foro Social de la Deuda Externa (FOSDEH).
| #  | Departamento      | Número de concesiones |
| -- | ----------------- | --------------------- |
| 1  | Atlántida         | 2                     |
| 2  | Colón             | 14                    |
| 3  | Comayagua         | 15                    |
| 4  | Copán             | 17                    |
| 5  | Cortés            | 5                     |
| 6  | Choluteca         | 44                    |
| 7  | El Paraíso        | 55                    |
| 8  | Francisco Morazán | 42                    |
| 9  | Gracias a Dios    | 8                     |
| 10 | La Paz            | 7                     |
| 11 | Lempira           | 13                    |
| 12 | Ocotepeque        | 7                     |
| 13 | Olancho           | 76                    |
| 14 | Santa Bárbara     | 35                    |
| 15 | Valle             | 15                    |
| 16 | Yoro              | 17                    |

### Algunos datos sobre la minería
En 1997 se produjeron en Honduras: 25,500 Toneladas de zinc; 3,400 Toneladas de plomo y 30 Toneladas de plata. Otros recursos explotados son: hierro, carbón, oro, cobre y antimonio.
PIB (Producto Interno Bruto) de Honduras.
- 2002: 1,794 millones de Lempiras.
- 2003: 1,998 millones de Lempiras.
- 2004: 2,127 millones de Lempiras.[24]

...
- 2021: 163,8 millones de U$ dólares ingresados por Oro, 46,7 millones por Zinc y 25,7 millones por la plata.[25]

Productos de la actividad minera:
- 2012: 221.2 millones de Lempiras en exportaciones.
- 2013: 232.7 millones de Lempiras en exportaciones, 6,9%.[26]
- 2016: 154,7 millones de Lempiras en exportaciones.[27]
- 2017: 322 millones de Lempiras en exportaciones, 13,7 millones de Dólares.[28]

...
- 2021: 293 millones de U$ dólares en exportaciones, 42% más qué en el año 2020[25].

## Actualidad
Honduras, espera que sea aprobada una nueva ley de minería, en la cual puedan salir beneficiados, tanto el estado, las empresas y los trabajadores. Según informes de la Asociación Nacional de Mineros de Honduras (Anamimh), la economía del país, perdió en 2011 alrededor de $ 3,000 millones de dólares y 15,000 empleos. La extracción de oro ascendió a un 16.7% y la minería metálica no ferrosa disminuyó un 3.4% en el mes de enero del 2012.

### Ley General de Minería de 2013
En el mes de enero de 2013, el Congreso Nacional de Honduras aprobó una Nueva Ley General de Minería, a su vez se creó el Instituto de Geología y Minas el cual sustituye a la Dirección Ejecutiva de Fomento a la Minería en Honduras (DEFOMIN), creada en 1999 mediante la Ley General de Minería. El Instituto de Geología Minas, será ahora dependencia de la Secretaría de la Presidencia y no de la Secretaría de Recursos Naturales y Ambiente de Honduras; el instituto tendrá las siguientes unidades operativas: El Registro Minero y Catastral, Laboratorios de Investigación, Minas y Geología, Fiscalización Minera, Ambiente y Seguridad y Desarrollo Social. La nueva Ley de Minería, entró en vigencia y se encuentran más de 950 centros de investigación en el territorio, como posibles futuras minas, que darán nuevos empleos.

### Regulación minera de 2022
En la administración de la Presidenta Xiomara Castro, se revisó las concesiones mineras existentes en el país y se prohibió la explotación minera a suelo abierto y los nuevos permisos de explotación minera, debido a la disminución de áreas verdes protegidas qué según un estimado disminuyo de un 57% en el año 2018 a 42% en el año 2021.